# 马里乌什·斯滕平斯基
马里乌什·斯滕平斯基（波蘭語：Mariusz Stępiński，1995年5月12日—），是一名波蘭職業足球員，司職前鋒，現時被意甲球隊維羅納外借至塞浦路斯甲組足球聯賽球隊艾里斯利馬素。

## 球會生涯

### 早年
斯滕平斯基在波蘭展開其職業生涯。2011年與波甲球會羅茲維澤夫簽約加盟，之後兩個賽季共上場33次打進5球。

### 纽伦堡
2013年6月5日，他與德甲球會纽伦堡簽下三年合約，首個賽季只能在二隊獲得比賽機會。2014年8月25日，他被外借到波蘭维斯瓦克拉科夫，為期整個2014/15賽季，期間上場25次打進2球。

## 國家隊生涯
斯滕平斯基曾代表波蘭不同年齡梯隊出賽，曾參加2012年歐洲U-17足球錦標賽。他在成年隊首場比賽是2013年2月2日的友好賽對羅馬尼亞，在84分鐘換入，最終波蘭以4-1獲勝。